# Cầu lông tại Đại hội Thể thao châu Á 1978
Cầu lông được tổ chức lần thứ năm tại Đại hội Thể thao châu Á lần 8 vào năm 1978 ở Bangkok.

## Huy chương giành được
| Nội dung    | Vàng                                                                                    | Bạc | Đồng                                |
| ----------- | --------------------------------------------------------------------------------------- | --- | ----------------------------------- |
| Đơn nam     | Liem Swie King                                                                          | Han Tsien                                                                                                 | Luan Jin                            |
| Đơn nam     | Liem Swie King                                                                          | Han Tsien                                                                                                 | Iie Sumirat                         |
| Đơn nữ      | Liang Chiusia                                                                           | Liu Xia                                                                                                   | Sirisriro Patama                    |
| Đơn nữ      | Liang Chiusia                                                                           | Liu Xia                                                                                                   | Saori Kondo                         |
| Đôi nam     | Christian Hadinata Ade Chandra                                                          | Tang Xianhu Lin Shin Chuan                                                                                | Hou Jiachang Yu Yaodong             |
| Đôi nam     | Christian Hadinata Ade Chandra                                                          | Tang Xianhu Lin Shin Chuan                                                                                | Fu Han Ping Wong Man Hing           |
| Đôi nữ      | Verawaty Wiharjo Imelda Wiguna                                                          | Chiu Yu Fang Cheng Huiming                                                                                | Theresia Widiastuti Ruth Damayanti  |
| Đôi nữ      | Verawaty Wiharjo Imelda Wiguna                                                          | Chiu Yu Fang Cheng Huiming                                                                                | Sirisriro Patama Thongkam Kingmanee |
| Đội hỗn hợp | Tang Xianhu Zhang Ailing                                                                | Hariamanto Kartono Theresia Widiastuti                                                                    | Yu Yaodong Li Fang                  |
| Đội hỗn hợp | Tang Xianhu Zhang Ailing                                                                | Hariamanto Kartono Theresia Widiastuti                                                                    | Christian Hadinata Imelda Wiguna    |
| Đội nam     | Indonesia (Iie Sumirat, Ade Chandra, Christian Hadinata, Rudy Heryanto, Liem Swie King) | Trung Quốc (Hou Jiachang, Luan Jin, Tang Hsien Hu, Yu Yaotung, Han Tsien, Lin Chin Chuan)                 | Thái Lan                            |
| Đội nam     | Indonesia (Iie Sumirat, Ade Chandra, Christian Hadinata, Rudy Heryanto, Liem Swie King) | Trung Quốc (Hou Jiachang, Luan Jin, Tang Hsien Hu, Yu Yaotung, Han Tsien, Lin Chin Chuan)                 | Pakistan                            |
| Đội nữ      | Trung Quốc (Chiu Yu Fang, Cheng Huiming, Liang Chiusia, Liu Xia, Zhang Ailing)          | Indonesia (Verawaty Wiharjo, Imelda Wiguna, Theresia Widiastuti, Ruth Damayanti, Tjan So Gwan, Ivana Lie) | Thái Lan                            |
| Đội nữ      | Trung Quốc (Chiu Yu Fang, Cheng Huiming, Liang Chiusia, Liu Xia, Zhang Ailing)          | Indonesia (Verawaty Wiharjo, Imelda Wiguna, Theresia Widiastuti, Ruth Damayanti, Tjan So Gwan, Ivana Lie) | Nhật Bản                            |

## Bảng huy chương
| 1 | Indonesia  | 4 | 2 | 3 | 9  |
| 2 | Trung Quốc | 3 | 5 | 3 | 11 |
| 3 | Thái Lan   | - | - | 4 | 4  |
| 4 | Nhật Bản   | - | - | 2 | 2  |
| 5 | Hồng Kông  | - | - | 1 | 1  |
| 5 | Pakistan   | - | - | 1 | 1  |